# Réseau Sentinelles
Pour les articles homonymes, voir Réseau (homonymie), Sentinelle et Les Sentinelles.
Le réseau Sentinelles est un réseau de recherche et de veille sanitaire en soins de premiers recours (médecine générale et pédiatrie) en France métropolitaine. Créé en novembre 1984, il est développé sous la tutelle conjointe de l'Institut national de la santé et de la recherche médicale (Inserm) et de Sorbonne Université. 
Les objectifs principaux du réseau Sentinelles sont : 
- la constitution de grandes bases de données en médecine générale et en pédiatrie, à des fins de veille sanitaire et de recherche ;
- le développement d’outils de détection et de prévision épidémique ;
- la mise en place d’études cliniques et épidémiologiques.

Au 1er janvier 2018, le réseau Sentinelles était composé de 1 314 médecins généralistes libéraux (soit 2,1% des médecins généralistes libéraux en France métropolitaine) et de 116 pédiatres libéraux (soit 4,3 % des pédiatres libéraux en France métropolitains), bénévoles et volontaires répartis sur le territoire métropolitain français. Les praticiens membres sont dits « médecins sentinelles ». 
Ce réseau, créé par le professeur ès-sciences Alain-Jacques Valleron, est animé par l'Institut Pierre Louis d'Epidémiologie et de Santé Publique (UMR-S 1136 Inserm - Sorbonne Université).

## Surveillance continue de dix indicateurs de santé
Ce système national de surveillance permet le recueil, l'analyse, la prévision et la redistribution en temps réel de données épidémiologiques issues de l'activité des médecins généralistes libéraux. Il s'intègre aux dispositifs de surveillance mis en place par Santé publique France (avis favorable de la CNIL no 471 393).
Neuf indicateurs infectieux sont recueillis :
- Syndromes grippaux, 1984
- Urétrite masculine, 1984
- Oreillons, 1985
- Varicelle, 1990
- Diarrhée aiguë (gastro-entérite), 1990
- Zona, 2004
- Borréliose de Lyme, 2009
- Coqueluche, 2017
- Infections respiratoires aiguës, 2017

Ainsi qu'un indicateur non infectieux :
- Suicide et tentative de suicide 1997

Pour la grippe, la gastro-entérite et la varicelle, cette surveillance permet de détecter, d'alerter précocement et de prévoir la survenue d'épidémies nationales et régionales.
Les données relatives à la rougeole ont été recueillies entre 1984 et 2008 et celles relatives aux hépatites A, B et C entre 2000 et 2008[réf. souhaitée].
Les données, non nominatives, sont transmises par Internet par les médecins Sentinelles et alimentent une base de données (système d'information géographique). Un bulletin hebdomadaire, SentiwebHebdo, est édité tous les mercredis sur le portail du réseau Sentinelles, www.sentiweb.fr, et diffusé par courrier électronique à plus de 10 000 abonnés ainsi qu'aux grands médias nationaux. Un Bilan Annuel est également édité avec l'ensemble des données, puis mis en ligne sur le site Internet dans la section « documentation/bilans annuels ».

## Recherche scientifique
Les données issues du réseau Sentinelles permettent d'élaborer :
- des modèles de détection et d'alerte basés sur la méthode dite du serpent de Serfling[2] ;
- des modèles de prévisions des épidémies à différentes échelles géographiques[3].

## Épidémiologie de terrain
Des enquêtes épidémiologiques ponctuelles sont réalisées auprès des médecins Sentinelles. Elles sont effectuées dans le respect des bonnes pratiques d’épidémiologie éditées par l’Association des épidémiologistes de langue française (ADELF). Elles ont toutes un numéro d’ordre inscrit sur un protocole écrit et font l’objet d’un rapport final d’étude. Elles sont soumises aux procédures d’audit interne visant à assurer leur qualité et ont reçu un avis favorable de la CNIL (no 471 393). Les résultats de ces enquêtes sont mis en ligne sur le site du réseau dans la section « documentation/enquêtes ponctuelles ».

## Réseaux de médecins sentinelles enFrance d'outre-mer

### Atlantique
Antilles-Guyane :

Le premier réseau de médecins généralistes sentinelles a été créé en Guadeloupe en 1983 suivi par ceux de la Martinique et de la Guyane.
L’objectif de ces réseaux est la surveillance des pathologies considérées comme prioritaires notamment : la dengue, le chikungunya, le Zika, la grippe, la bronchiolite, la gastro-entérite aiguë, la varicelle et la conjonctivite,,.